# Goryphus sikkimensis
Goryphus sikkimensis là một loài tò vò trong họ Ichneumonidae.